# Car Allowance Rebate System
Pour les articles homonymes, voir CARS.

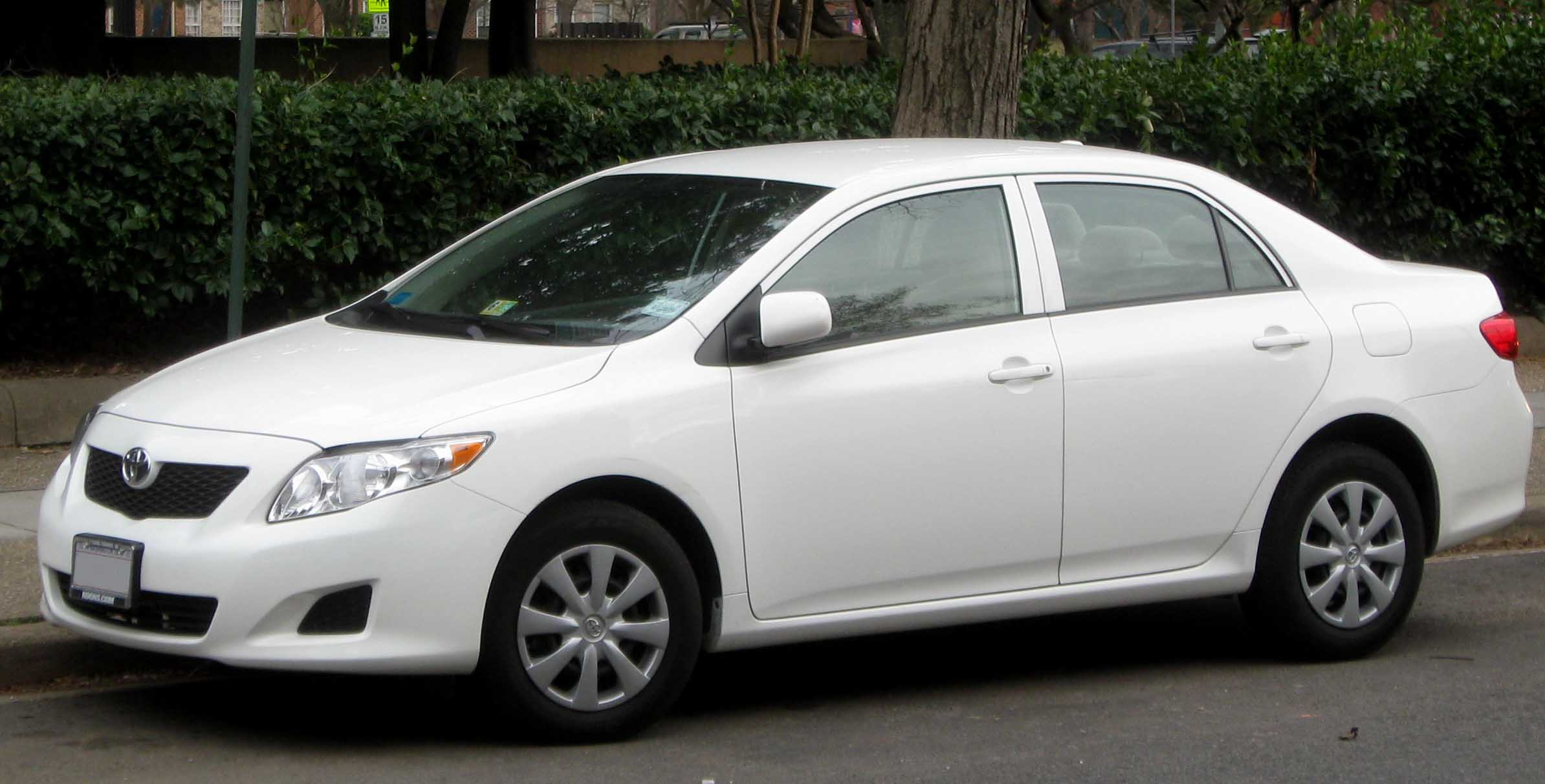
La Toyota Corolla a été la plus vendue dans le cadre du programme, selon le ministère américain du commerce

Le Car Allowance Rebate System (CARS) est un programme fédéral américain destiné à inciter les citoyens américains à acquérir une automobile neuve, plus économe en essence, tout en se départissant de leur vieux véhicule. En anglais américain, le programme est surnommé cash for clunkers (littéralement, « [argent] comptant pour tacots »), alors qu'en français, c'est plutôt « prime à la casse ». 
Lorsque le programme a été lancé en juillet 2009, un montant de 1 milliard USD a été versé dans son fonds de « compensation ». Au début d'août 2009, le Congrès des États-Unis a bonifié le programme en y ajoutant 2 milliards USD supplémentaires. Le programme a vu son terme officiellement fixé le 24 août à 20h00 EST.

## Histoire
Le programme a officiellement démarré le 1er juillet 2009, mais le traitement des demandes a commencé le 24 juillet. Le fonds initial de 1 milliard USD était épuisé au 30 juillet 2009, bien en avance sur la date prévue du 1er novembre 2009,. Devant ce succès imprévu, le Congrès des États-Unis a voulu le prolonger en tentant de trouver 2 milliards USD additionnels. Le 31 juillet, la Chambre des représentants des États-Unis a approuvé le prolongement du programme. Le Sénat des États-Unis a approuvé la prolongation le 6 août 2009.
Vers la mi-août 2009, environ 457 000 tacots ont été échangés contre des automobiles neuves, ces échanges ayant coûté environ 1,9 milliard USD.
Le 20 août 2009, le Secrétaire au Transport des États-Unis Ray LaHood a annoncé que le programme se terminait officiellement le 24 août à 20h00 EST,. Après cette annonce, plusieurs concessionnaires ont décidé de cesser de participer au programme dès le 22 août, à cause des délais et d'une certaine lourdeur bureaucratique.
Au total, près de 700 000 véhicules ont été achetés grâce à cette prime qui a coûté plus de 2,8 milliards de dollars.

## Critiques
Plusieurs modèles des marques Audi, BMW et Acura sont considérés comme des tacots par la loi, ce qui rend peu crédible la définition que fait cette loi du mot « tacot ». 
Selon une journaliste du Washington Post, le programme est une « subvention déguisée pour l'industrie automobile », car la loi, ne s'appliquant pas aux automobiles usagées, incite les gens à s'endetter encore plus et n'oblige pas à ce que les véhicules achetés soient nettement moins gourmands en essence.
En pratique, le programme a permis le remplacement de voiture polluantes (en moyenne 14,89 l/100km) par des voitures moins polluantes (9,2 l/100km), soit une amélioration de 61 % par auto.

## Traductions de
1. ↑  (en) « this is welfare for the limping auto industry »